# 志多見村
志多見村（しだみむら）は埼玉県の北東部、北埼玉郡に属していた村。

## 地理

### 河川
- 会の川

## 歴史
- 1889年（明治22年）4月1日 町村制施行により、志多見村、平永村、阿良川村、串作村が合併し北埼玉郡志多見村が成立する。
- 1954年（昭和29年）5月3日 加須町、不動岡町、三俣村、礼羽村、大桑村、水深村、樋遣川村と合併し加須市となる。

## 神社・寺・史蹟・祭典
- 志多見砂丘